# Daşaltı

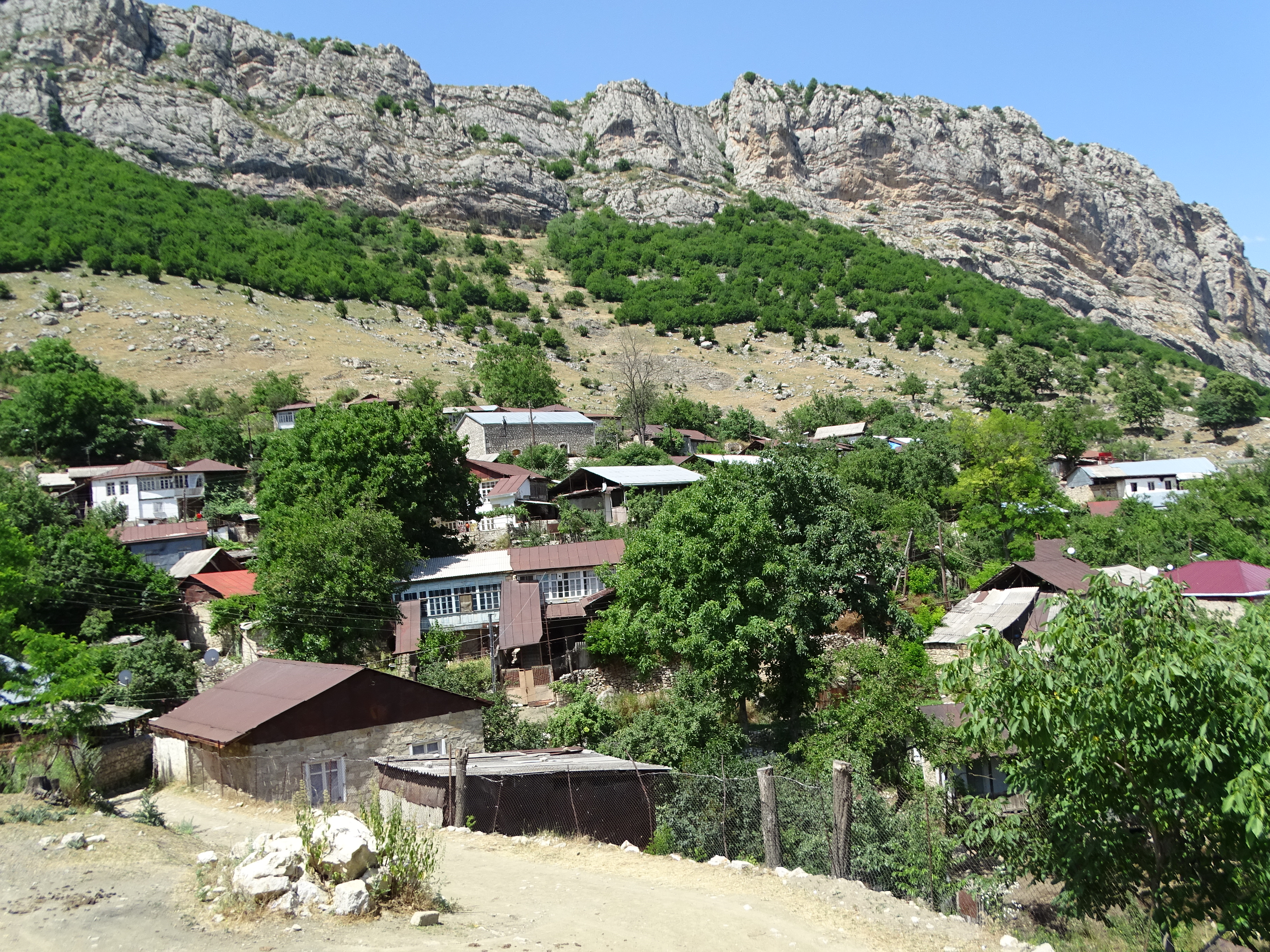
Karin Tak im Juni 2015

Daşaltı (kyrillisch-schriftliches aserbaidschanisch und russisch Дашалты) oder Karin Tak, auch Karintak (armenisch Քարին Տակ bzw. Քարինտակ), ist ein ehemaliges Dorf nahe bei der Stadt Şuşa in Aserbaidschan. Das Dorf war vor 2020 von Armeniern besiedelt und ist seit der Eroberung im Krieg um Bergkarabach 2020 verlassen. Im Winter 2023/2024 wurden sämtliche Gebäude des Ortes vollständig abgerissen und mit dem Bau einer Moschee begonnen.

## Name
Sowohl der aserbaidschanische als auch der armenische Name bedeuten „unter dem Felsen“. Tatsächlich befindet sich das Dorf unter nahezu senkrechten Felsenwänden südlich unter dem Bergplateau, auf dem die Stadt Şuşa gebaut wurde. In sowjetischer Zeit wurde offiziell der aserbaidschanische Name Daschalty verwendet, während in der Zeit der armenischen De-Facto-Unabhängigkeit der armenische Name Karin Tak galt. Beide Namen waren jedoch in der Zeit der Autonomen Oblast Bergkarabach weithin bekannt.

## Geschichte
Im Russischen Reich war Daşaltı Teil des Ujesd Schuscha. In Zeiten der Sowjetunion lag der Ort im Rajon Schuscha innerhalb der Autonomen Oblast Bergkarabach, die wiederum zur Aserbaidschanische SSR gehörte.
Im ersten Krieg um Bergkarabach versuchten aserbaidschanische Truppen unter Verteidigungsminister Tacəddin Mehdiyev am 26. Januar 1992, das Dorf von Schuscha aus einzunehmen. Die Einwohner des Ortes und unterstützende armenische Truppen konnten den Angriff zurückschlagen, wobei dutzende aserbaidschanische Soldaten fielen. Am 9. Mai 1992 fiel die aserbaidschanische Festung Schuscha.
In der Zeit der Republik Arzach gehörte das Dorf unter dem Namen Karin Tak zur Provinz Schuschi.
Im Krieg um Bergkarabach 2020 eroberten aserbaidschanische Truppen am 9. November 2020 zunächst Karin Tak und danach Schuscha. Praktisch alle Bewohner des Dorfes flohen. Von einer Bewohnerin (Alvard Tovmasyan, *1963), die sich weigerte, ihre Heimat zu verlassen, ist auf Grund der später übergebenen Leiche bekannt, dass sie getötet und bis zur Unkenntlichkeit verstümmelt wurde.
Das Denkmal für die Gefallenen des Zweiten Weltkrieges wurde kurz nach der Eroberung vom aserbaidschanischen Militär abgerissen.

### Zerstörung des Dorfes

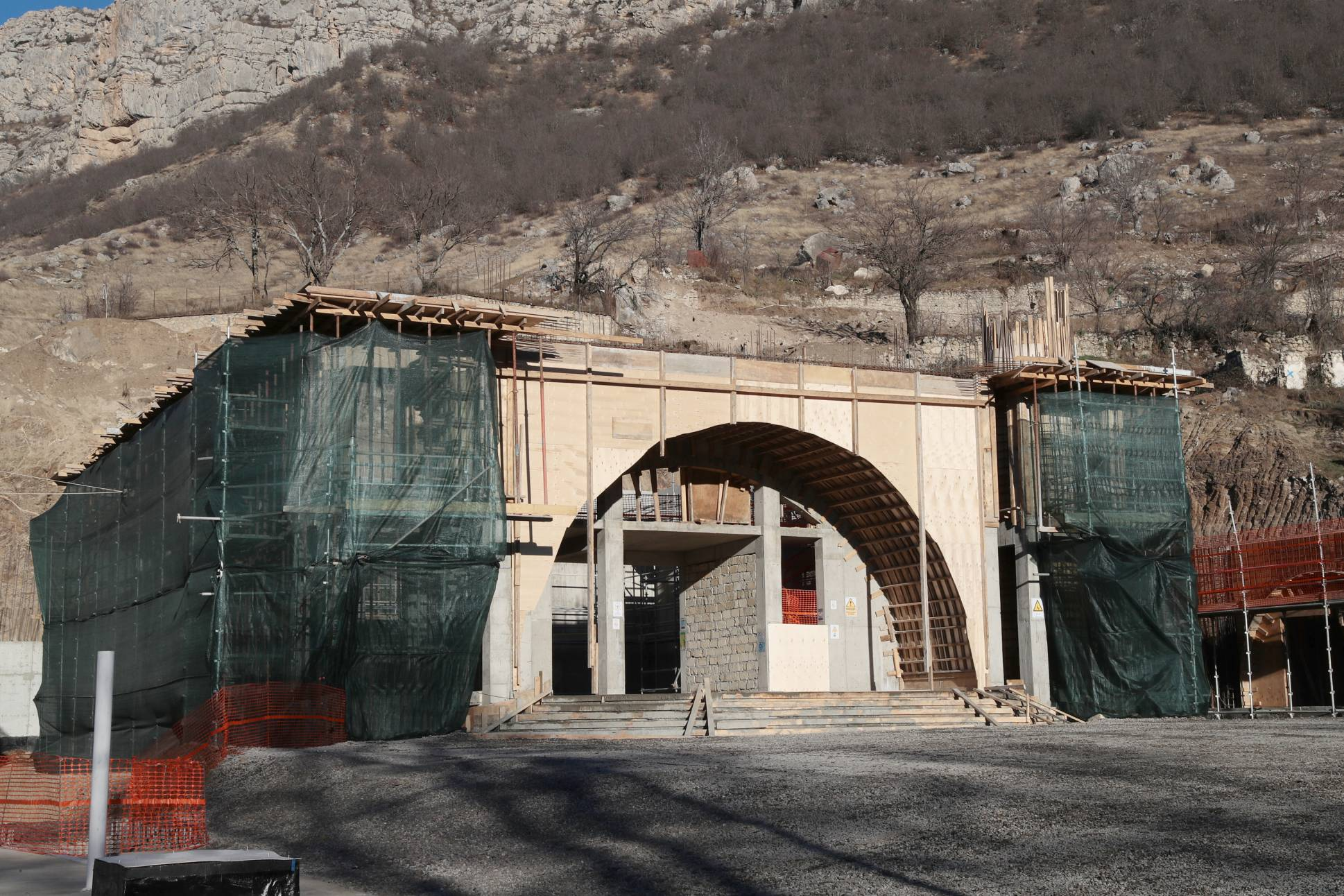
Baustelle der Moschee am 21. Dezember 2023. Im Hintergrund sind keine Häuser mehr zu sehen.

Am 5. April 2024 wurde auf Grund aktualisierter Satellitenbilder von Google Earth bekannt, dass in den vorangegangenen Monaten das gesamte Dorf dem Erdboden gleichgemacht worden war. Abgerissen waren sämtliche Wohn- und Geschäftshäuser und zivile Infrastruktur sowie die Bepflanzung. Die Planierung des Dorfes fand zur selben Zeit statt wie der Abriss der Kirche Kanatsch Scham in Şuşa. Zeitgleich wurde inmitten der abgerissenen Häuser mit dem Bau einer großen Moschee aus Beton begonnen. Offizielle Bilder der aserbaidschanischen Regierung von Juli 2023 zeigen noch intakte Häuser. Bilder vom Besuch des Präsidenten İlham Əliyev an der Baustelle vom 21. Dezember 2023 zeigen im Hintergrund bereits eingeebnete Häuser, doch gibt es keine umfassende Ansicht des Dorfes.
Nach Auskunft von Monument Watch stellt die Zerstörung des Wohneigentums und des armenischen kulturellen Erbes in Daschalty/Karin Tak ein schweres Kriegsverbrechen, einen Verstoß gegen die Haager Konvention von 1954 und gegen die Entscheidung des Internationalen Gerichtshofs dar. Dieser hatte im November 2023 entschieden, dass Baku seine Verpflichtungen gemäß dem Internationalen Übereinkommen zur Beseitigung jeder Form von Rassendiskriminierung erfüllen müsse, insbesondere alle notwendigen Maßnahmen „um Vandalismus und Entweihung armenischen kulturellen Erbes zu verhindern und zu bestrafen, einschließlich aber nicht allein Kirchen und andere Gebetsstätten, Denkmäler, Landmarken, Friedhöfe und Kunstwerke.“

## Sehenswürdigkeiten

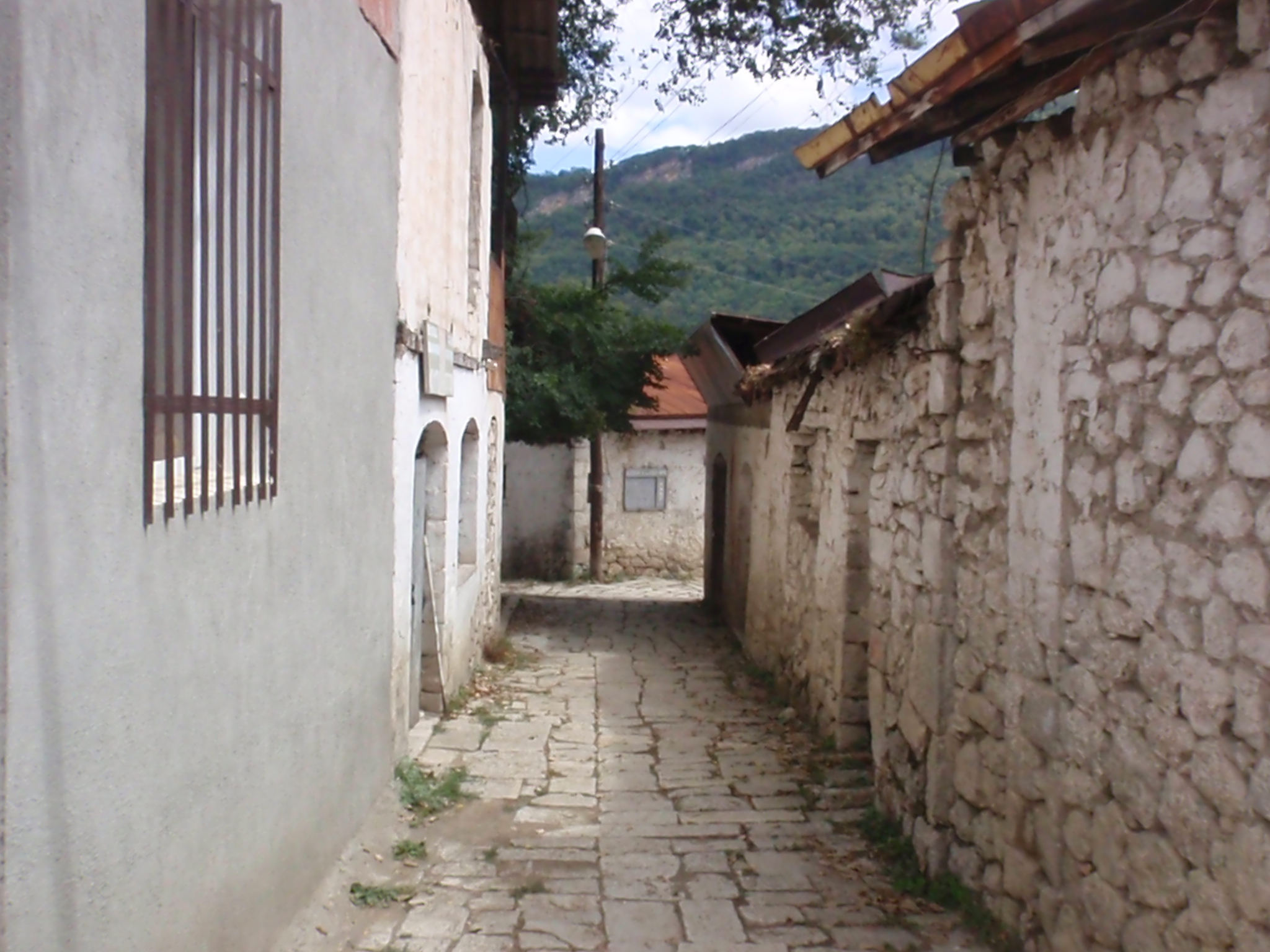
Eine der Dorfgassen, 2011, heute zerstört.

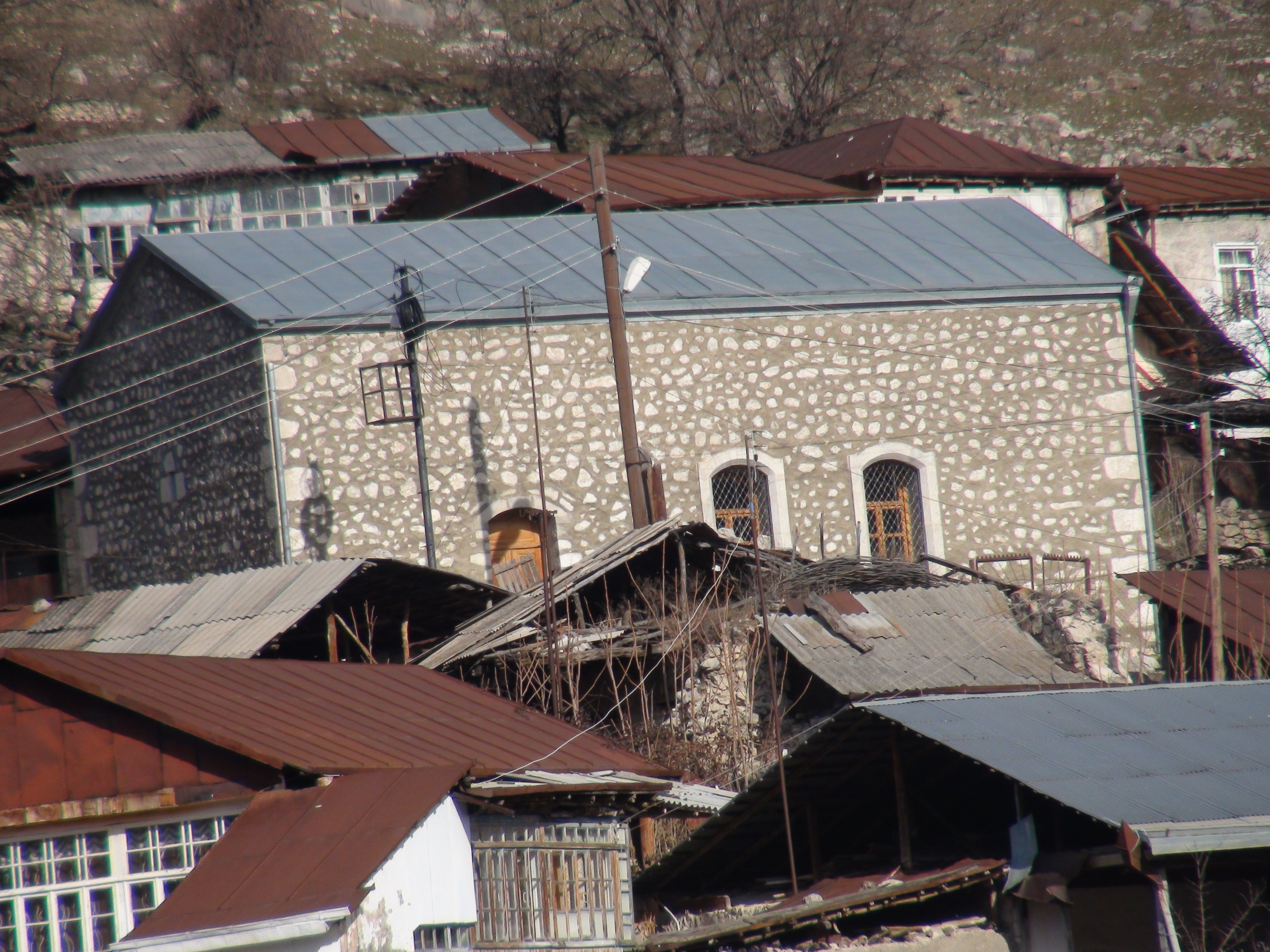
Kirche der Heiligen Muttergottes (Surb Astvatsatsin) von 1862, hier 2015.

Bis zur Zerstörung des Dorfes im Winter 2023/2024 hatte Daşaltı eine Reihe historischer Sehenswürdigkeiten. Hierunter waren ein Chatschkar aus dem 13. Jahrhundert, ein auf das 18. und 19. Jahrhundert zurückgehender Friedhof und eine ebenfalls auf diese Zeit datierte Brücke, eine Wassermühle aus dem 19. Jahrhundert sowie die Kirche der Heiligen Muttergottes (armenisch Սուրբ Աստվածածին Surb Astvatsatsin), die 1862 errichtet wurde. Es gab zudem eine kleine Dorfkirche, die 1816 am Ort einer vorherigen Kapelle errichtet und 1999/2000 von Freiwilligen renoviert worden war. Viele der 2023/2024 abgerissenen Wohnhäuser stammten aus der Zeit vor der Sowjetunion.
Etwa 3 km unterhalb des Dorfes befand sich ein Wasserfall, der auf Grund seiner Form in Kombination mit dem vielen Moos an seiner Oberseite an einen Regenschirm erinnerte und deshalb als „Regenschirm“ (russisch Зонтик) bezeichnet wurde. Das Dorf befand sich am Dschanapar-Wanderweg.
Nach Berichten von Caucasus Heritage Watch steht im Jahre 2024 nur noch ein einziges Gebäude von Daşaltı: Die Kirche der Heiligen Muttergottes. Aufnahmen vom März 2021 zeigen allerdings, dass bereits kurz nach der Eroberung des Ortes das Tabernakel zertrümmert und das Innere der Kirche verwüstet war.

## Demographie
Im Russischen Reich wurden 1886 in der Gemeinde 1021 Einwohner gezählt, alle Armenier. Auch in sowjetischer Zeit galt der Ort als nur armenisch besiedelt. Vor dem ersten Krieg um Bergkarabach hatte Daschalty/Karin Tak 161 Haushalte und 701 Einwohner. 2019 war die Anzahl der Haushalte dieselbe, doch gab es nur 667 Einwohner. Laut Volkszählung 2005 gab es lediglich 588 Einwohner.